# Martialis heureka
Espèce
Martialis heureka, baptisée la « fourmi de Mars » par Edward Wilson, est une espèce de fourmi découverte en 2003 qui pourrait appartenir à la plus ancienne lignée de fourmis contemporaine connue (Barden et al., 2020).

## Histoire
Deux spécimens ont été découverts en 2000 par Manfred Verhaagh du Muséum d'Histoire naturelle de Karlsruhe en Allemagne, mais ils furent détruits lors de leur transport pour analyse, on ne put ainsi vérifier leur qualité de nouvelle espèce.
Elle a été redécouverte en 2003 dans la forêt amazonienne à Manaus au Brésil par Christian Rabeling et son équipe de l'Université du Texas à Austin.
C'est parce qu'elle ne ressemble à aucune autre, comme si elle venait de Mars, qu'elle est surnommée la « fourmi de Mars »,,.

## Description physique
Très petite, d'une longueur n'excédant pas trois millimètres, cette fourmi est aveugle, dépigmentée et munie de mandibules assez imposantes. Ces particularités font qu'elle est parfaitement adaptée à son milieu souterrain.

## Phylogénie
Ne ressemblant à aucun autre genre et espèce connus, une sous-famille a été créée spécifiquement pour elle, celle des Martialinae. Selon une analyse phylogénétique, cette espèce appartient à une lignée très ancienne, à la base de la famille des fourmis,,,.